# (168321) Josephschmidt
(168321) Josephschmidt est un astéroïde de la ceinture principale.

## Description
(168321) Josephschmidt est un astéroïde de la ceinture principale. Il fut découvert le 12 septembre 1991 à Tautenburg par Freimut Börngen et Lutz Dieter Schmadel. Il présente une orbite caractérisée par un demi-grand axe de 2,55 UA, une excentricité de 0,25 et une inclinaison de 3,6° par rapport à l'écliptique.

## Compléments